# Paracaesio stonei
Paracaesio stonei là một loài cá biển thuộc chi Paracaesio trong họ Cá hồng. Loài này được mô tả lần đầu tiên vào năm 1983.

## Từ nguyên
Từ định danh stonei được đặt theo tên của Robert Stone, người đã bắt được mẫu định danh của loài cá này ở ngoài khơi đảo Beqa (Fiji) vào năm 1981.

## Phân bố
Từ quần đảo Ryukyu (Nhật Bản) và đảo Đài Loan, P. stonei được phân bố trải dài về phía nam đến Palau, Papua New Guinea, Fiji (gồm cả Rotuma), quần đảo Samoa, Vanuatu và bờ đông Úc.
P. stonei được thu thập ở độ sâu khoảng từ 250 đến 320 m.

## Mô tả
Chiều dài cơ thể (tiêu chuẩn) lớn nhất được ghi nhận ở P. stonei là 50 cm. Cá có màu nâu nhạt, ánh bạc ở bụng. Có 4–5 sọc dọc màu nâu đến xám đậm ở hai bên thân. Các vây màu xám đến trắng nhạt, trừ vây lưng và vây đuôi có thêm màu vàng.
Số gai ở vây lưng: 10; Số tia vây ở vây lưng: 10; Số gai ở vây hậu môn: 3; Số tia vây ở vây hậu môn: 8; Số tia vây ở vây ngực: 16; Số vảy đường bên: 48–50.

## Thương mại
P. stonei từ lâu đã được đánh bắt ở Fiji và sau đó xuất khẩu sang Hawaii.